# Kanton Saulzais-le-Potier
Saulzais-le-Potier is een voormalig kanton van het Franse departement Cher. Het kanton maakte deel uit van het arrondissement Saint-Amand-Montrond. Het werd opgeheven bij decreet van 21 februari 2014 met uitwerking op 22 maart 2015.

## Gemeenten
Het kanton Saulzais-le-Potier omvatte de volgende gemeenten:
- Ainay-le-Vieil
- Arcomps
- La Celette
- Épineuil-le-Fleuriel
- Faverdines
- Loye-sur-Arnon
- La Perche
- Saint-Georges-de-Poisieux
- Saint-Vitte
- Saulzais-le-Potier (hoofdplaats)
- Vesdun